# Diario Universal
El Diario Universal fue un periódico publicado en Madrid durante el primer tercio del siglo XX, vinculado al Partido Liberal.

## Historia
Fundado por el conde de Romanones en 1903, era editado en Madrid. Entre los directores del periódico, que habría tenido una tirada modesta, se contaron Augusto Suárez de Figueroa, Baldomero Argente, Santiago Mataix y Daniel López. Propiedad de varias figuras del Partido Liberal y con una línea editorial vinculada a la facción romanonista, la publicación se opuso a la afiliación de sus trabajadores a los sindicatos. Durante la Primera Guerra Mundial recibió subvenciones de la Embajada de Francia. Participaron en sus páginas autores como Fidel Melgares (Félix de Montemar), Luis López Ballesteros, Dionisio Pérez, Andrés Ovejero, Eduardo Martínez López de Rozas, Carmen de Burgos, Baldomero Argente, Ramiro de Maeztu o Magdalena de Santiago-Fuentes, entre otros. Se publicó hasta la década de 1930, según la fuente 1934 o 1938.